# سینه‌زغالی وراگوآیی
سینه‌زغالی وراگوآیی (نام علمی: Anthracothorax veraguensis) نام یک گونه از سرده سینه‌زغالی است.